# Lachapelle-sous-Aubenas
 Lachapelle-sous-Aubenas  es una población y comuna francesa, ubicada en la región de Ródano-Alpes, departamento de Ardèche, en el distrito de Privas y cantón de Aubenas.

## Demografía
| 442 | 511 | 631 | 840 | 1107 | 1259 |
| Para los censos de 1962 a 1999 la población legal corresponde a la población sin duplicidades (Fuente: INSEE [Consultar]) |     |     |     |      |      |